# COOL SPOON
COOL SPOON（クールスプーン）は、1990年代初頭に日本の東京で活動を開始したバンド。

## 概要
当時、ロンドンを中心に隆盛を極めていたアシッドジャズの流れとは異にして、同様の流れを東京にて発した。レア・グルーヴの影響を強く受け、他にもリズム&ブルース、ジャズ、ラテン音楽、ヒップホップ・ミュージック、レゲエなど多くのジャンルの影響が見られる。ユナイテッド・フューチャー・オーガニゼイション によるJazzin'というイベントの初回を皮切りにライブアクトを行うが、匿名性が高いため個々のメンバーについては詳細は不明。最初のアルバムを1992年にリリース。初期にはラヴ・タンバリンズのボーカリストELLIEをゲストボーカルに頻繁に迎え、2ndアルバム以降にTHE FUSEのベーシスト、後年スチャダラパーのサポートなど手がける笹沼位吉がベースで参加したことで知られる。メンバーの一人である戸渡和孝は後にフジテレビに入社し、『めちゃ×2イケてるッ!』の総合演出などを担当した。
2019年11月16日下北沢にて、TOKYO No.1 SOUL SET presents『THREE ROOMS』という、3組の対バンイベントで、一夜限りの復活を果たした。

## ディスコグラフィ
- ASSEMBLER!（アルバム 1992年発表）
- TWO MOHICANS（アルバム 1995年発表）
- ELEGANT GIRL'S THINKING（シングル 1995年発表）

| スタブアイコン | サブスタブ | この項目は、まだ閲覧者の調べものの参照としては役立たない、音楽関係者（バンド等）に関連した書きかけの項目です。この項目を加筆・訂正などしてくださる協力者を求めています（P:音楽/PJ:芸能人）。 |